# Gersdorf
Gersdorf ist eine Gemeinde des Landkreises Zwickau in Sachsen.

## Geografie und Verkehr
Die Gemeinde liegt in einem Tal entlang des Verlaufs des Hegebaches. An der südlichen Grenze des Ortes beginnt das Erzgebirge, Gersdorf selbst liegt im Erzgebirgischen Becken.
Parallel zur Ortslage verläuft die B 180, welche an der Grenze zu Oberlungwitz die B 173 kreuzt, durch das Gemeindegebiet. Die Gemeinde ist auch über die Anschlussstellen Hohenstein-Ernstthal und Wüstenbrand (A 4) sowie Stollberg-Ost und Stollberg-West (A 72) erreichbar. Die nächstgelegenen Bahnhöfe befinden sich an den Strecken Dresden–Werdau und Stollberg–St. Egidien.

### Nachbargemeinden
|                                         | Stadt Oberlungwitz im Landkreis Zwickau     |                                |
| Gemeinde Bernsdorf im Landkreis Zwickau | Kompassrose, die auf Nachbargemeinden zeigt | Stadt Lugau im Erzgebirgskreis |
| Gemeinde Hohndorf im Erzgebirgskreis    | Stadt Oelsnitz im Erzgebirgskreis           |                                |

## Geschichte
Gersdorf wurde um das Jahr 1169 als typisches Waldhufendorf gegründet. Dieses Datum ist jedoch fiktiv und kann urkundlich nicht bestätigt werden, es wurde zur Austragung einer 800-Jahr-Feier 1969 gewählt. Erstmals urkundlich erwähnt wird die Gersdorfer Kirche im Jahr 1320. Um diese Zeit kamen nachweislich fränkische Siedler ins Land. Benannt wurde der Ort nach dem Lokator Gerhard oder Gerfried.
Mit dem Übergang vom 14. zum 15. Jahrhundert kamen die zum Herrschaftsbereich der Schönburger gehörenden Einwohner langsam in Erbuntertänigkeit.
Im 19. Jahrhundert brachte Steinkohlenbergbau im Lugau-Oelsnitzer Steinkohlenrevier und Textilindustrie einen bedeutenden industriellen Aufschwung. Während der Bergbau 1944 eingestellt wurde, blieb die Textilindustrie bis in die DDR-Zeit hinein bestehen. Zwischen 1913 und 1960 führte die Überlandstraßenbahn Hohenstein-Ernstthal – Gersdorf – Oelsnitz durch den Ort.

## Einwohnerentwicklung
Die Einwohnerzahlen seit 1998 beziehen sich auf den 31. Dezember des voranstehenden Jahres:
| bis 1900 - 1493 – ~200 - 1683 – 0380 - 1740 – 0792 - 1845–1887 - 1861 – 2575 - 1871 – 2987 | bis 1998 - 1905 – 7132 - 1908 – 7644 - 1909 – 7730 - 1912 – 7492 - 1921 – 7829 - 1922 – 8006 - 1926 – 8037 - 1927 – 8132 - 1930 – 8196 - 1939 – 7851 - 1945 – 9907 - 1956 – 8256 - 1962 – 7742 - 1964 – 7441 - 1990 – 4742 | ab 1998 - 1998 – 4860 - 1999 – 4825 - 2000 – 4749 - 2001 – 4698 - 2002 – 4623 - 2003 – 4631 - 2004 – 4577 - 2005 – 4517 - 2006 – 4444 - 2007 – 4387 - 2008 – 4345 - 2010 – 4247 - 2012 – 4189 - 2013 – 4140 - 2018 – 3988 |

 Quelle: Statistisches Landesamt des Freistaates Sachsen

## Politik

### Gemeinderat
Nach der Gemeinderatswahl am 9. Juni 2024 verteilen sich die 14 Sitze im Gersdorfer Gemeinderat wie folgt:
- Kommunale Wählergemeinschaft Gersdorf: 6 Sitze
- AfD: 3 Sitze
- CDU: 2 Sitze
- Freie Wähler Gersdorf: 2 Sitze
- Linke: 1 Sitz

| Gemeinderatswahl 2024Insgesamt 14 Sitze - Linke: 1 - KWG: 6 - FWG: 2 - CDU: 2 - AfD: 3 | Wahlvorschlag                         | 2024   | 2024   | 2019   | 2019   | 2014   | 2014   |
| Gemeinderatswahl 2024Insgesamt 14 Sitze - Linke: 1 - KWG: 6 - FWG: 2 - CDU: 2 - AfD: 3 | Wahlvorschlag                         | Sitze  | in %   | Sitze  | in %   | Sitze  | in %   |
| Gemeinderatswahl 2024Insgesamt 14 Sitze - Linke: 1 - KWG: 6 - FWG: 2 - CDU: 2 - AfD: 3 | Kommunale Wählergemeinschaft Gersdorf | 6      | 40,9   | 8      | 53,6   | 9      | 59,2   |
| Gemeinderatswahl 2024Insgesamt 14 Sitze - Linke: 1 - KWG: 6 - FWG: 2 - CDU: 2 - AfD: 3 | AfD                                   | 3      | 23,3   | 1      | 15,2   | –      | –      |
| Gemeinderatswahl 2024Insgesamt 14 Sitze - Linke: 1 - KWG: 6 - FWG: 2 - CDU: 2 - AfD: 3 | CDU                                   | 2      | 15,7   | –      | –      | –      | –      |
| Gemeinderatswahl 2024Insgesamt 14 Sitze - Linke: 1 - KWG: 6 - FWG: 2 - CDU: 2 - AfD: 3 | Freie Wähler Gersdorf                 | 2      | 15,0   | 2      | 12,8   | 4      | 26,0   |
| Gemeinderatswahl 2024Insgesamt 14 Sitze - Linke: 1 - KWG: 6 - FWG: 2 - CDU: 2 - AfD: 3 | Linke                                 | 1      | 5,2    | 1      | 9,2    | 1      | 10,4   |
| Gemeinderatswahl 2024Insgesamt 14 Sitze - Linke: 1 - KWG: 6 - FWG: 2 - CDU: 2 - AfD: 3 | Grüne                                 | –      | –      | 1      | 9,2    | –      | 4,4    |
| Gemeinderatswahl 2024Insgesamt 14 Sitze - Linke: 1 - KWG: 6 - FWG: 2 - CDU: 2 - AfD: 3 | Wahlbeteiligung                       | 72,7 % | 72,7 % | 64,9 % | 64,9 % | 53,4 % | 53,4 % |

### Bürgermeister
Bürgermeister ist seit 2017 der parteilose Erik Seidel. Er gewann die Wahl gegen Steffen Kretzschmar (KWG). 2024 wurde er im Amt bestätigt.
| Jahr | Kandidat          | Vorschlag | Ergebnis (in %) |
| ---- | ----------------- | --------- | --------------- |
| 2024 | Erik Seidel       | Seidel    | 52,7            |
| 2017 | Erik Seidel       | Seidel    | 58,2            |
| 2013 | Wolfgang Streubel | KWG       | 60,1            |
| 2006 | Wolfgang Streubel | KWG       | 62,2            |
| […]  |                   |           |                 |
| 1994 | Günter Löffler    | KWG G     | 76,3            |

### Gemeindepartnerschaft
Mit der baden-württembergischen Gemeinde Altlußheim wird seit 1990 eine Partnerschaft gepflegt.

## Kultur und Sehenswürdigkeiten

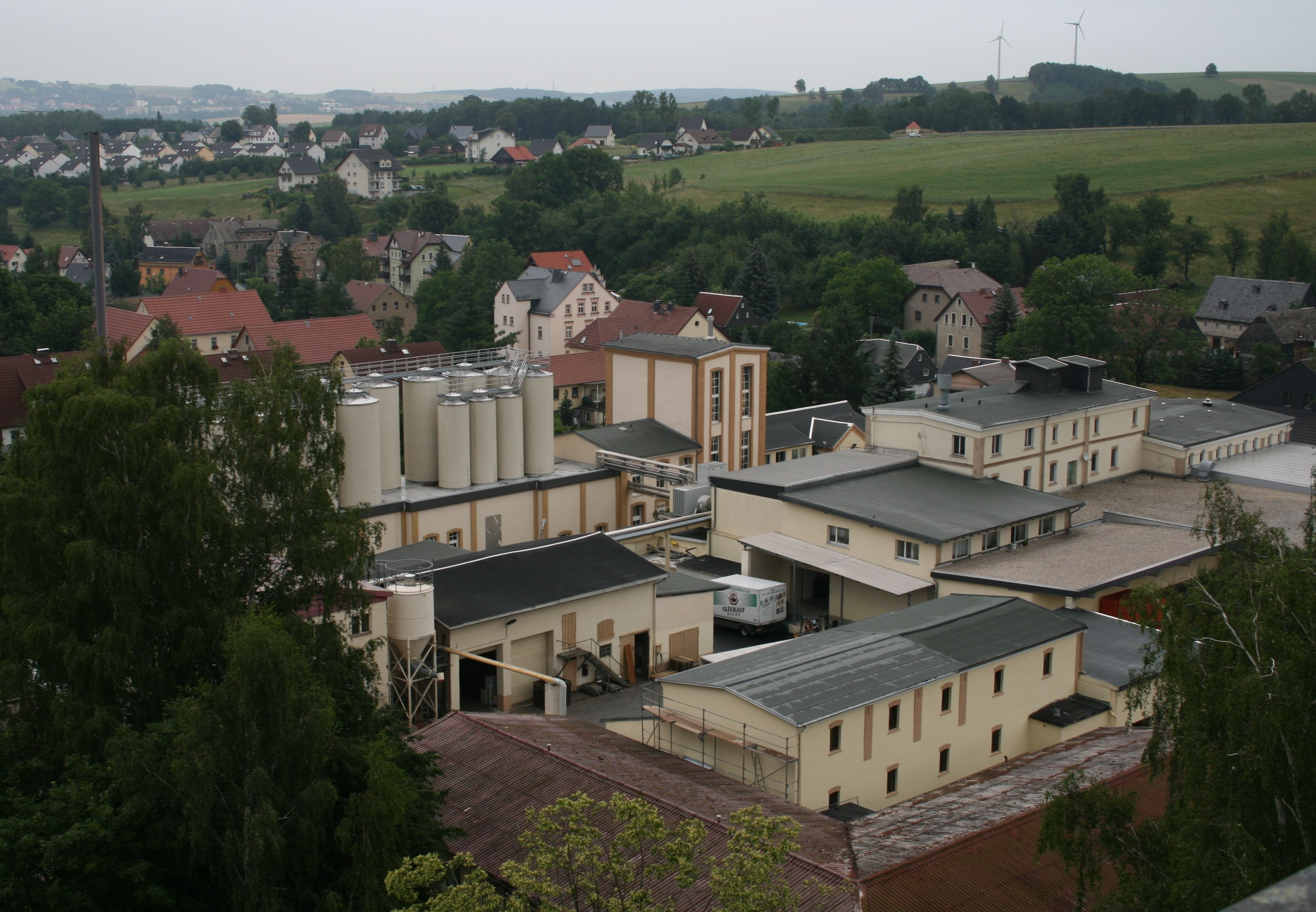
Die Glückauf-Brauerei ist das wichtigste Unternehmen in Gersdorf.

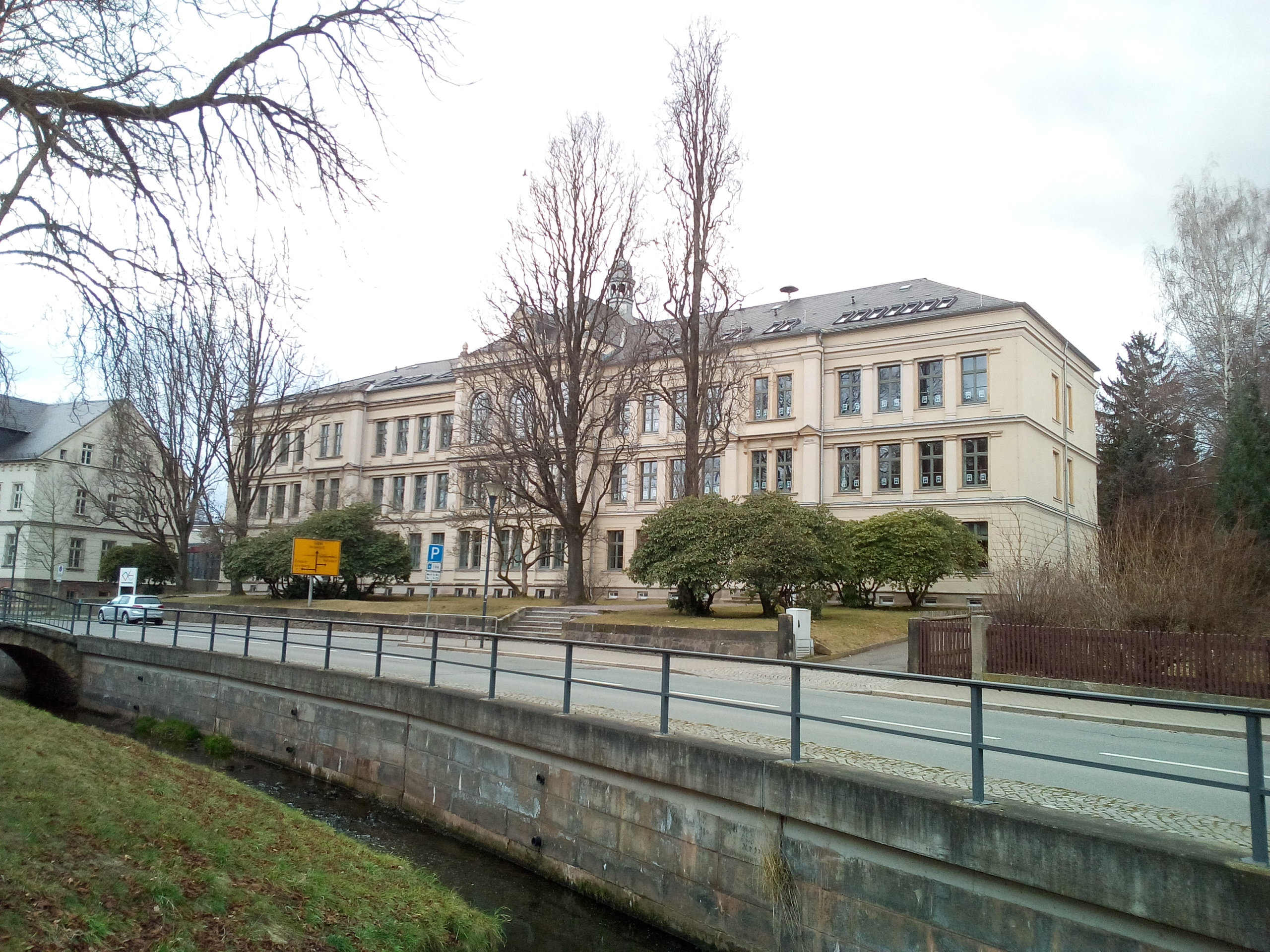
Grundschule Gersdorf

### Museen
- Heinz-Tetzner-Museum (in der Hessenmühle)

### Regelmäßige Veranstaltungen
- Drei Faschingsveranstaltungen mit dem „Sportler-Fasching“ des GFK am Samstag nach Aschermittwoch als Abschluss
- Brauereifest am ersten Samstag im Juni
- Siedlerfest
- Internationale Seniorenschwimmmeisterschaften am zweiten oder dritten Juli-Wochenende
- Kirchturmfest jeweils Ende August oder Anfang September
- Kirmes am zweiten Oktober-Wochenende
- Modellbahnausstellung am 3. Adventswochenende sowie 2. und 3. Wochenende im Januar
- Pyramidenfest am dritten Advent

### Sehenswürdigkeiten

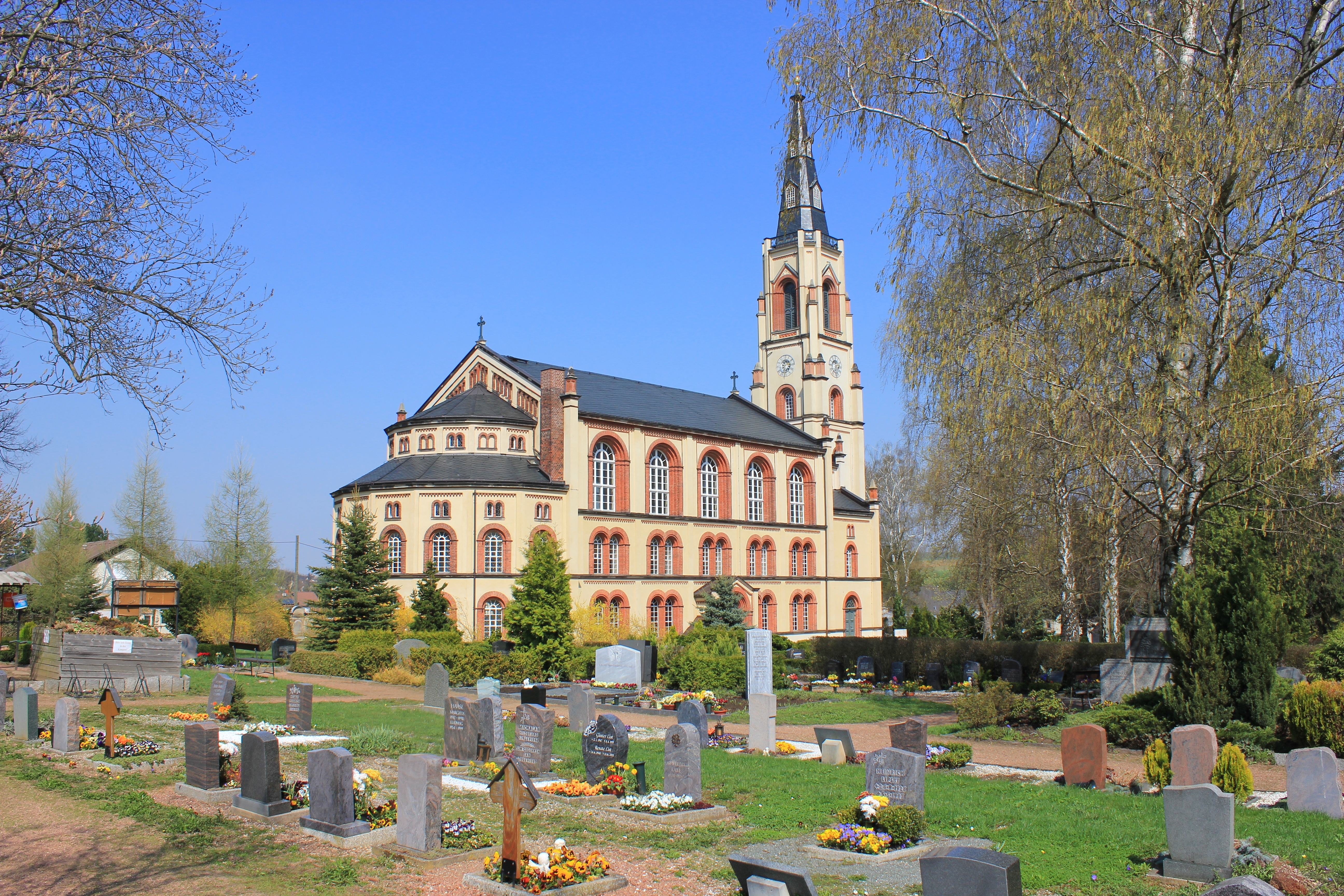
Marienkirche

- Evang. Marienkirche, 1862–1865 von Carl August Schramm; mit großer Jehmlich-Orgel (1868/1913)[5]
- Bergbaulehrpfad
- Kunst- und Kulturzentrum Hessenmühle
- Glückauf-Brauerei

### Naturschutz
- Siehe auch: Liste der Naturdenkmale in Gersdorf

### Gedenkstätten
- Grabstätten und Gedenkstein auf dem Ortsfriedhof für Gersdorfer Widerstandskämpfer und Opfer des Faschismus: Anton Decker, Georg Martin, Louis Selbmann und Walter Lange.

### Sport
In Gersdorf gibt es den Sportverein SSV Blau-Weiß Gersdorf mit etwa 1.000 Mitgliedern.

## Persönlichkeiten

### Söhne und Töchter der Gemeinde
- Werner Kindler (1895–1976), HNO-Arzt und Hochschullehrer in Solingen, Berlin und Heidelberg
- Ludwig Ettmüller (1802–1877), Germanist
- Heinz Tetzner (1920–2007), Maler und Grafiker, Träger des Bundesverdienstkreuzes I. Klasse für sein Lebenswerk
- Jacqueline Montemurri (* 1969), Science-Fiction-Autorin, Dipl.-Ing. Luft- und Raumfahrttechnik
- Günther Müller (1925–2020), Dirigent und Musikwissenschaftler
- Günther Riedel (* 1928), Wirtschaftswissenschaftler, Hochschullehrer und Sachbuchautor
- Christian Friedrich Schultze (1944–2024), ehemaliger Volkskammer- und Bundestagsabgeordneter (SPD), Buchautor
- Franz W. Leberl (* 1945), österreichischer Photogrammeter und Professor für maschinelles Sehen und Darstellen[6]
- Detlef Hammer (1950–1991), Jurist und Offizier der Staatssicherheit der DDR

### Persönlichkeiten, die vor Ort gewirkt haben
- Karl Heinrich Drescher (1867–1938), Abgeordneter der SPD im Sächsischen Landtag
- Johannes Hempel (1929–2020), Landesbischof der Evangelisch-Lutherischen Landeskirche Sachsens; wirkte hier von 1955 bis 1959 als Pfarrer